# Аїр (плоскогір'я)
Гори або плато Аї́р (Азбін; Air, Azbine) — плоскогір'я на півдні Сахари, в Нігері. Складається з окремих столоподібних масивів, що тягнуться з півночі на південь на 400 км, розчленовані численними ваді. Пересічна висота становить 800—900 м, максимальна — 2022 м (гора Ідукал-н-Тагес). Плоскогір'я складене гранітами та четвертинними лавами.
По долинам ваді — зарості акації. На схилах — запустелені савани, що переходять з висотою в гірські пустелі.
Частина території Аїру включена у заповідник «Природні резервати Аїр та Тенере», який проголошений об'єктом Світової спадщини ЮНЕСКО.

## Геологія
Гори Аїр виникли у Докембрії та Кайнозої і складені перкаліновими гранітними інтрузіями, які видаються темними на колір. У пустелі Сахара такі гори добре виділяються як топографічні висоти серед низин, покритих пісками. Ландшафт складений високими плато, гірськими хребтами та широкими піщаними долинами і сезонними ваді, які колись були річками. Ділянки цих глибоких долин, що часто перетинаються, також містять осади глини та мулу (наслідками минулих водних потоків). Підземні потоки у деяких з цих долин продовжують забезпечувати вегетацію — сезонну, а також цілорічну в оазах.

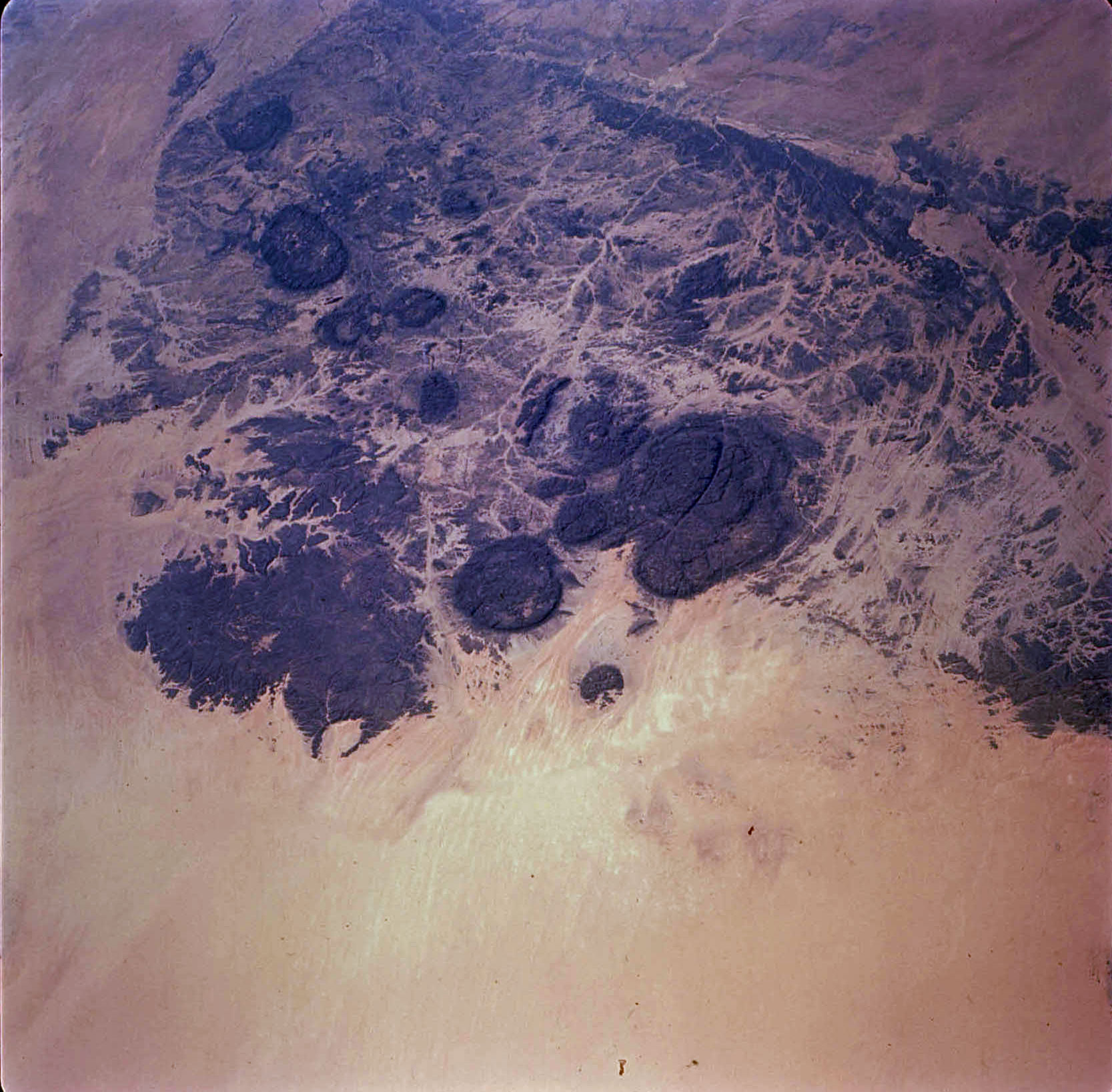
Круглі гранітні масиви (темні ділянки). Вулканічний кратер можна побачити в нижній лівій частині. Фото NASA (охоплює площу приблизно 130 км у довжину.

Самі гори Аїр складаються з 9 майже круглих масивів, які височать на скелястому плато, оточеному піщаними дюнами пустелі Тенере на схід. Массив — це плато, яке складається підкембрійської ерозійної поверхні на докембрійських метаморфічних гірських породах, на якій виступає серія гранітних піків з пласкими вершинами, що включає гору Індукал-н-Тагес (найвищу точку Нігера — 2022 м.н.м),, Тамгак (1988 м.н.м.), Гребун (1944 м.н.м.), Адгар Буа, Фадей, Чірріет, Таґмерт, Акверагер, Такалукузет і Гундай.
Масив складений вулканічними рисами, включно зі згаслою кальдерою Аракао, кайнозойськими лавовими потоками, складеними гаваїтами та трахітами, вулканічними конусами, кільцями вулканічного туфу та однією з найбільших у світі систем кільцевих дамб. У Ізузаонее розташовані мармурові Блакитні гори, а нижня частина долини Загадо оточена пагорбами з білого мармуру. Карбонові ділянки пісковика та вугілля у низовині Юллеммеден трохи на захід від масиву містять уранові руди, джерелом яких є граніти масиву.

## Клімат
Через висоту (в середньому між 500 і 900 м.н.м.) та незважаючи на малі опади (лише 50-160 мм/рік на нижньому плато), Аїр утворює зелену ділянку у порівнянні з оточуючою пустелею, особливо після сезонних дощів у серпні-вересні. Клімат класифікується як Сахель, схожий на набагато південніші від гір регіони.
Хоча гори в цілому не мають вегетації, сухі долини річок ваді спрямовують та утримують дощову воду у гельтах (кам'яних басейнах), створюючи оази, що забезпечують зелену масу для тварин, а у деяких місцинах — для сільського господарства. Високе плато Багзан (де розташована найвища вершина) в центральному Аїрі має достатньо дощів для інтенсивного сільського господарства. Але значна частина регіону повністю позбавлена рослинності, та разом з вулканічними виступами і кам'яними полями має позаземний вигляд.

## Населення та економіка
Місто Агадес, колишній центр туарезької держави, є столицею Аїру. Більшість туарезького населення Аїру донедавна вело кочівний спосіб життя, покладаючись на розведення верблюдів та кіз, з яких вони отримували молоко, мясо та шкіру, що використовувалась у місцевих ремеслах. Більшість осілого населення складалась або залежні вищої касти туарезьких скотарів або ікелан (бузу мовою хауса / белла сонгайською), тобто нащадки колишніх рабів і полонених туарегів з народів хауса та інших південніших народів, які були асимільовані. Це люди оселились у північних оазах Аїру та доглядають за плантаціями фініків, що належать «шляхетним» кланам.
Сільськогосподарська продукція оаз-поселень Тіміа, Удерас і Табелот традиційно обмінюється на одяг чи сіль, яку привозять каравани верблюдів (азалай) з віддалених оаз Тенере (Білма і Фачі) на схід.
В деяких оазах розвинене землеробство — пшениця, бавовник, кукурудза, просо, пальма дум. Розводять зебу та верблюдів.
Через Аїр проходять караванні шляхи з Лівії до Нігерії.

## Наскельне мистецтво
Аїр відомий своїм наскельним мистецтвом, що датується від 6000 р. до н. е. до бл. 1000 р.н. е. Під час неолітичного субплювіалу регіон був мирною і родючою зеленою місциною, що видно з малюнків великої рогатої худоби та великих ссавців. Однак у третьому тисячолітті до н. е. почався процес опустелювання і туареги з півночі мігрували до Аїру. Пізніше мистецтво вказує на війни зображеннями коней та колісниць. Міжнародну відомість отримало 5-метрове зображення жирафів у Дабу, відкрите 1991 року.
Наскельне мистецтво у регіоні переважно є різьбленням по каменю, спочатку — гострим камінням, а орієнтовно з 1200 р. до н. е. можливо з використанням металу.

## Галерея

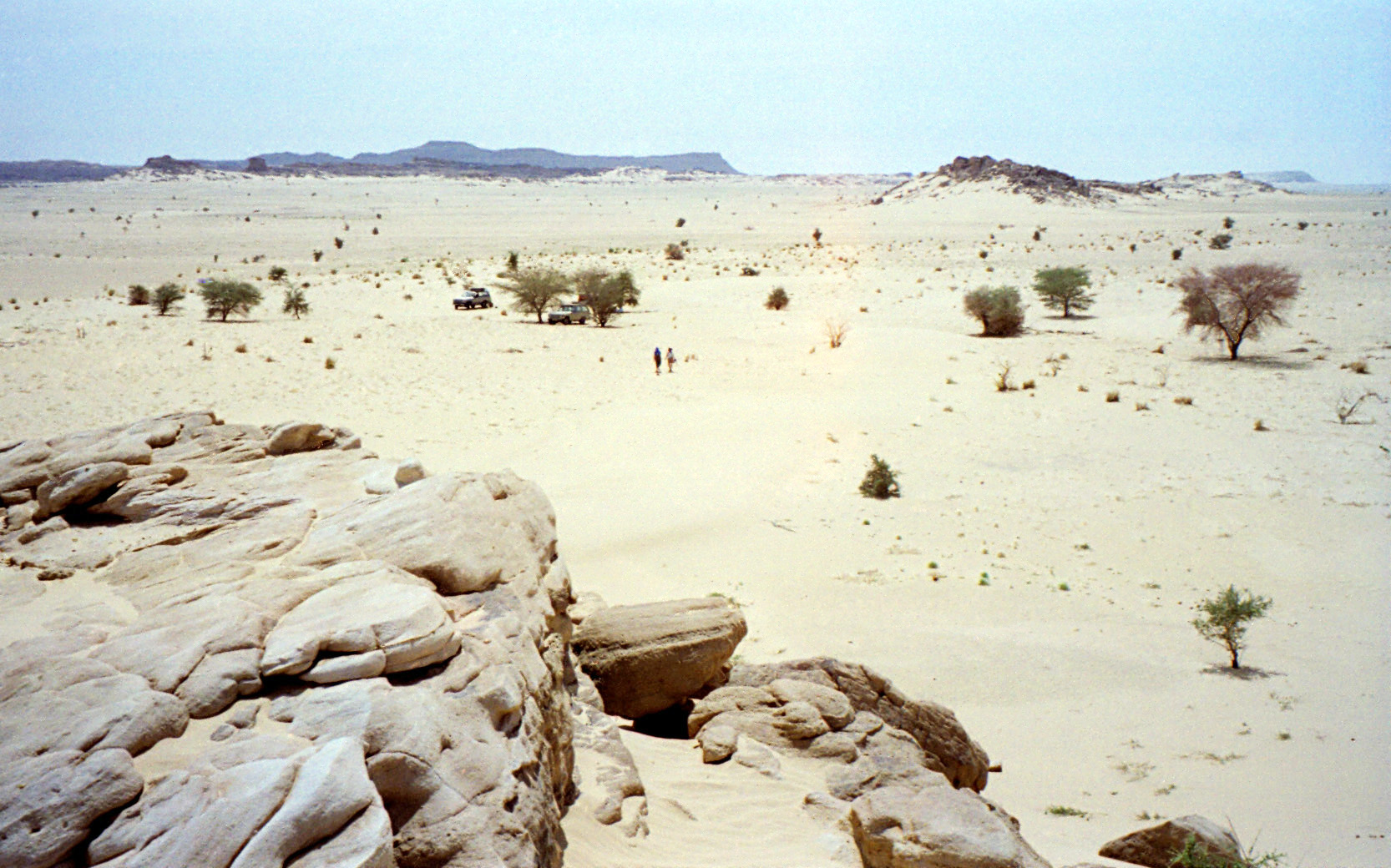
Пустеля поблизу Агадез, з горами Аїр позаду. Зверніть увагу на вулканічні виходи, поширені в Аїрі.
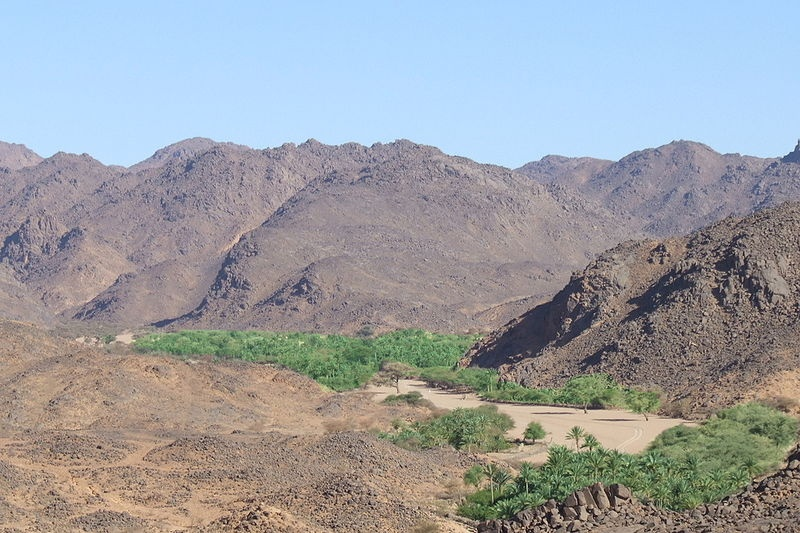
Долина довкола міста Тіміа лишається зеленою завдяки іригації, поверхнева вода збирається у скелястих басейнах, а дощова вода направляється по ваді з гравійним дном.
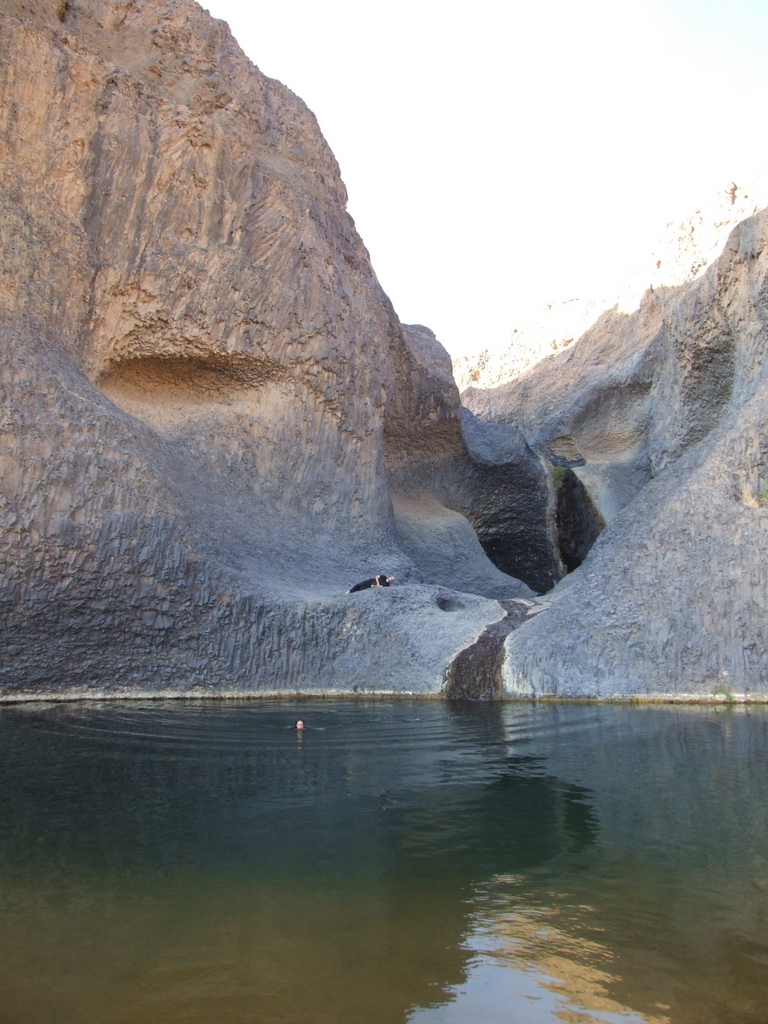
Гельта поблизу міста Тіміа у центральному Аїрі забезпечує цілорічну воду в посушливому регіоні.
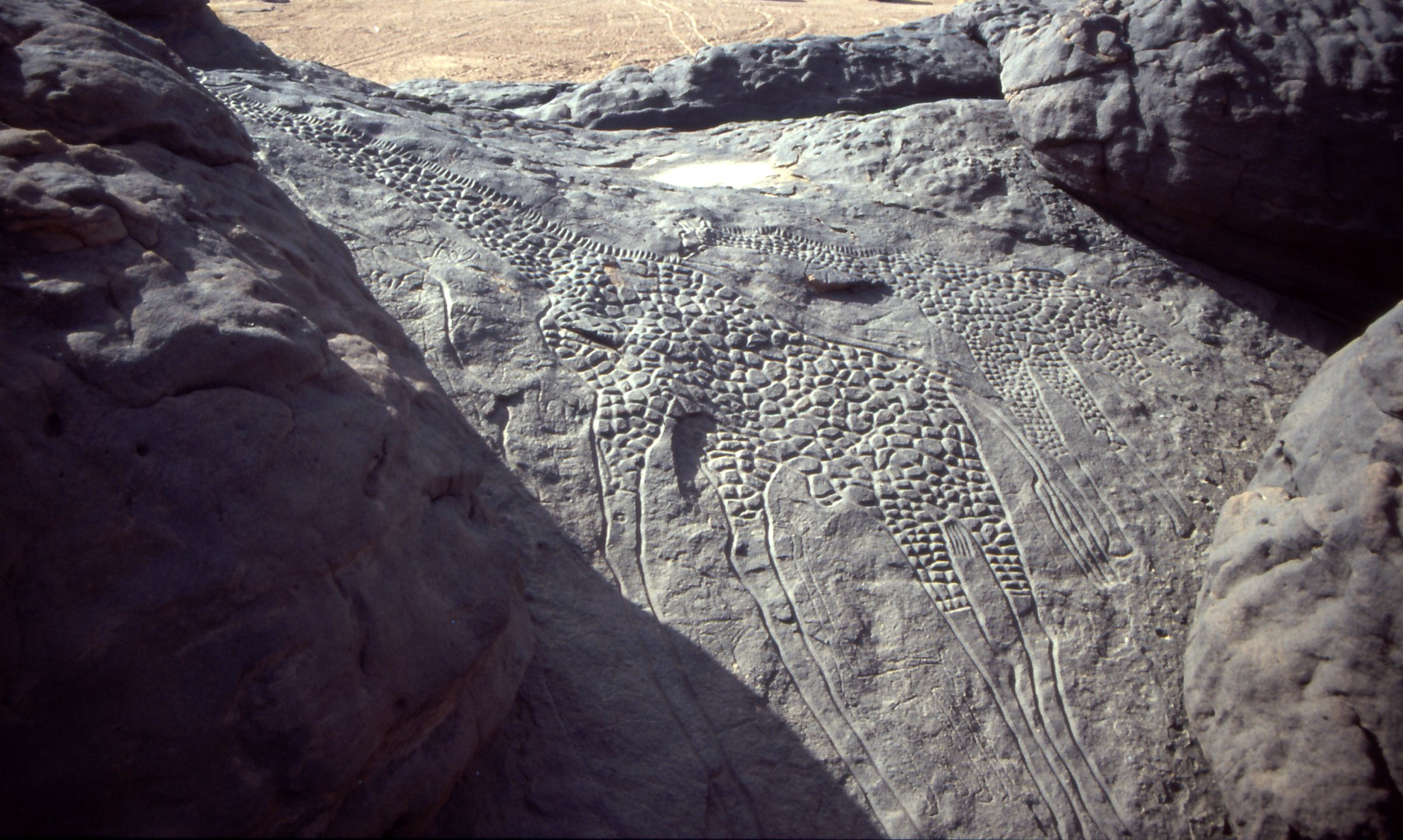
Жирафи Дабу, 1991 р.
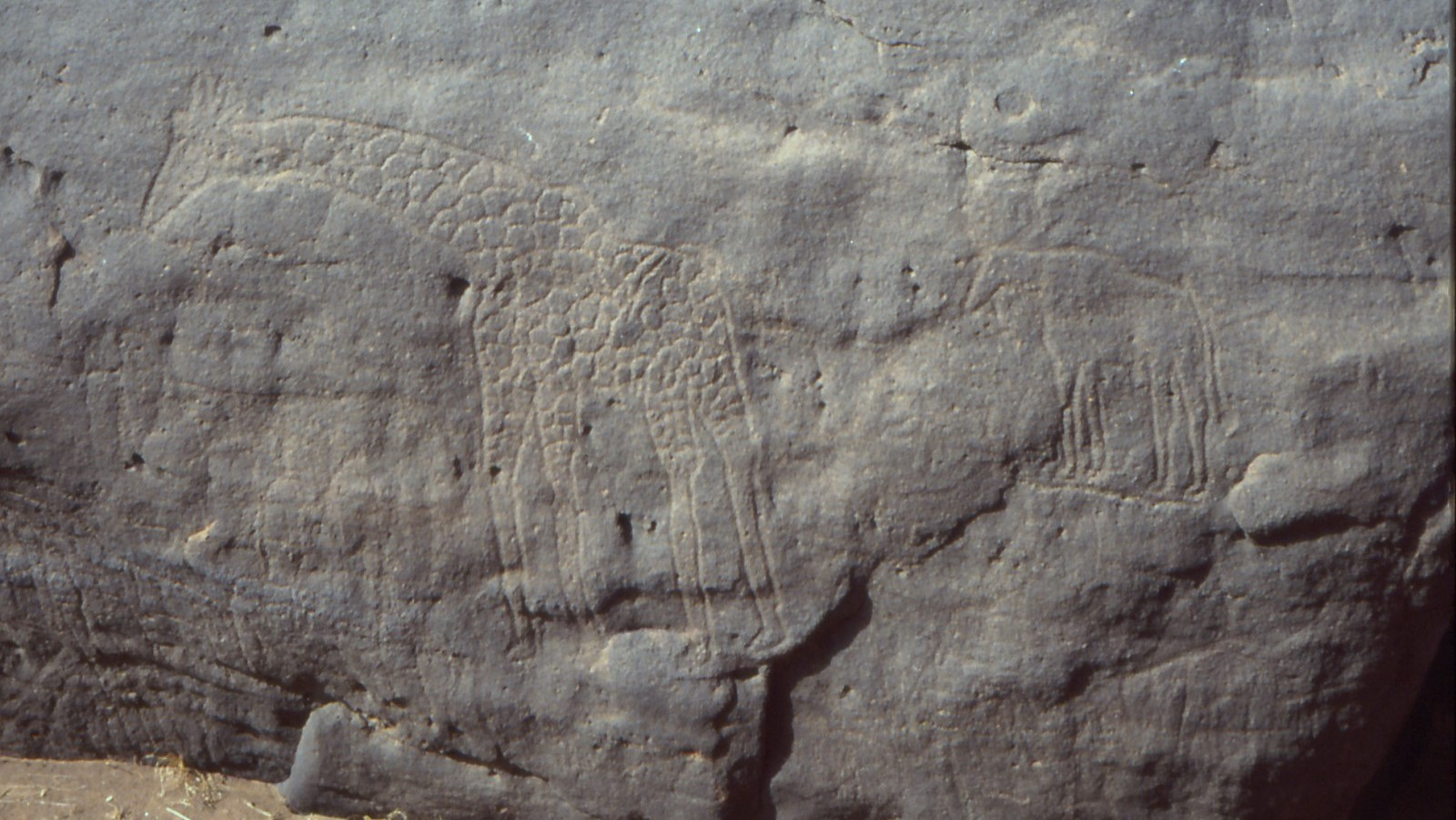
Менші петрогліфи поручи з жирафами Дабу